# Évian Thonon Gaillard FC
Az Évian Thonon Gaillad egy 2003-ban alapított, mára már megszűnt francia labdarúgóklub. Legkimagaslóbb sikerét akkor könyvelte el, mikor 2013-ban második lett a Francia Kupában.

## Jelenlegi keret
2012. június 16. szerinti állapot.
| #  |                 | Poszt | Név                                           |
| -- | --------------- | ----- | --------------------------------------------- |
| 1  | FRA             | K     | Johann Durand                                 |
| 2  | GHA             | KP    | Mohammed Rabiu                                |
| 3  | FRA             | V     | Guillaume Rippert                             |
| 4  | CIV             | KP    | Éric Tié Bi                                   |
| 6  | FRA             | KP    | Jérôme Leroy                                  |
| 7  | comore-szigetek | CS    | Ali M'Madi                                    |
| 8  | FRA             | CS    | Sidney Govou                                  |
| 9  | FRA             | CS    | Kévin Bérigaud                                |
| 10 | FRA             | CS    | Hervé Bugnet                                  |
| 11 | DEN             | KP    | Thomas Kahlenberg (kölcsönben a Wolfsburgtól) |
| 12 | DEN             | KP    | Christian Poulsen                             |
| 14 | FRA             | KP    | Cédric Barbosa (csapatkapitány)               |
| 15 | SER             | V     | Saša Cilinšek                                 |
| 16 | FRA             | K     | Bertrand Laquait                              |

| #  |     | Poszt | Név                                      |
| -- | --- | ----- | ---------------------------------------- |
| 17 | FRA | V     | Aldo Angoula                             |
| 18 | DEN | V     | Daniel Wass (kölcsönben a Benficától)    |
| 19 | FRA | KP    | Guillaume Lacour                         |
| 20 | CIV | KP    | Yannick Sagbo                            |
| 21 | COD | V     | Cédric Mongongu                          |
| 22 | FRA | KP    | Cédric Cambon                            |
| 23 | FRA | KP    | Nicolas Farina                           |
| 24 | FRA | KP    | Olivier Sorlin                           |
| 25 | GHA | V     | Jonathan Mensah                          |
| 26 | CIV | V     | Brice Dja Djedje                         |
| 27 | FRA | CS    | Youssef Adnane                           |
| 28 | SUI | KP    | Fabrice Ehret (csapatkapitány-helyettes) |
| 29 | TUN | CS    | Saber Khelifa                            |
| 30 | DNK | K     | Stephan Andersen                         |